# مذبحة سوج بولاغ (1915)
مذبحة سوج بولاغ (1915) هي مذبحة عملها الجيش الروسي، بمساعدة من الميليشيات الآشورية والأرمنية (التي هي نفسها المتطوعون الآشوريون والمتطوعون الأرمن) التي كان يقودها آغا بطرس وأندرانيك باشا، تسببت بمقتل 7,000 كردي من الرجال والمراهقين أيضا، واختطاف 400 امرأة وبنت كردية، للاغتصاب والاعتداء الجنسي، وايضا للبيع والتجارة.

## مذبحة
حولت الحرب العالمية الأولى كردستان إلى ساحة معركة بين العثمانيين والروس والإيرانيين والبريطانيين. ارتكبت الحكومة العثمانية إبادة جماعية ضد الأرمن والآشوريين في عام 1915، ونقلت قسراً حوالي 700 ألف كردي إلى غرب تركيا في عام 1917. وفي الوقت نفسه، ارتكب الجيش القيصري الروسي مذابح بحق الأكراد في سوج بولاغ في عام 1915 (مهاباد حاليًا، إيران)، وراوندز (العراق)، وخانقين (العراق)، وفي جميع أنحاء الأجزاء الشرقية من كردستان. وكما هو الحال في الحروب السابقة، ارتكب كلا الجيشين جرائم ضد الإنسانية، بما في ذلك الاستعباد والقتل والإبادة والاغتصاب والاستعباد الجنسي والعنف الجنسي والاضطهاد. كما شاركوا في جرائم حرب مثل القتل العمد والمعاملة اللاإنسانية والترحيل والنقل غير القانونيين ومهاجمة المدنيين والنهب والمعاملة القاسية. ارتكب الجيش الروسي أيضًا جرائم إبادة جماعية بحقّ الذكور البالغين والمراهقين في مذبحة سوج بولاغ، واختطف نحو 400 امرأة وفتاة لانتهاكهن جنسيًا. وشاركت الميليشيات الأرمنية والآشورية في المجازر الروسية، وتواطأ بعض الزعماء القبليين والإقطاعيين والدينيين الأكراد في إبادة الأرمن والآشوريين. في الوقت نفسه، آوى العديد من الأكراد الضحايا الأرمن، وساعد الآشوريون الأكراد الذين يعانون من المجاعة.

## أنظر أيضا
مذبحة أرومية (1918)
حملة حكاري (1916)